# Sundajczycy
Sundajczycy (sundajski urang Sunda) – indonezyjska grupa etniczna zamieszkująca południowo-zachodnią część Jawy. Posługują się językiem sundajskim z rodziny austronezyjskiej. Są blisko spokrewnieni z Jawajczykami. Pod względem liczebności stanowią drugą grupę etniczną Indonezji po Jawajczykach. Tworzą znaczną część inteligencji Jawy. Od XV wieku wyznają islam w odmianie sunnickiej.
Według spisu ludności z 2010 r. ich liczebność wynosi ok. 37 mln. Stanowią 15,5% populacji Indonezji.

## Religia
Pierwotną religią Sundajczyków była lokalna odmiana animizmu, określana jako Sunda Wiwitan. W średniowieczu dominowały wpływy buddyjskie, natomiast począwszy od XV wieku – muzułmańskie. Obecnie większość Sundajczyków wyznaje islam.